# يعقوب يوسف الغنيم
الدكتور يعقوب يوسف الغنيم (1939) شاعر ومؤرخ كويتي يعد من أشهر المؤرخين الكويتيين حالياً. من الجوائز التي حصل عليها جائزة مؤسسة الكويت للتقدم العلمي عام 2007. وهو عضو مؤسس برابطة الأدباء الكويتيين سنة 1964.

## نشأته
ولد الدكتور يعقوب الغنيم ونشأ في فريج الشاوي في منطقة جبله عام 1939، أو 1941 وفقا لمصدر آخر. بدأ دراسته في مدرسة ملا محمد بن ملا أحمد وهو بعمر خمس سنوات. ثم بدأ التعليم النظامي في المدرسة الأحمدية (1947) والمثنى (1948). ثم أكمل تعليمه في المعهد الديني. التحق وتخرج من كلية دار العلوم بالقاهرة عام 1957 وحصل على الماجستير والدكتوراة في النحو والصرف من نفس الكلية.

## أهم المناصب
بدأ حياته العملية بدائرة المعارف (وزارة التربية حالياً) كمدرس للغة العربية بثانوية الشويخ. ثم انتقل لوزارة الأرشاد والأنباء (الإعلام حالياً) كمدير للتلفزيون. أصبح منذ عام 1965 وكيلاً لوزارة التربية ولمدة 14 سنة تقريباً. ثم تقلد مهام وزير التربية عام 1981 واستمر في منصبه حتى 1985.

## مؤلفاته
له الكثير من المؤلفات منها:
- المقرب في النحو لابن عصفور (دراسة وتحقيق)[5]
- حديث الأمس للناشئة، مركز البحوث والدراسات الكويتية، 2007.[6]
- ابن عصفور النحوي (حياته وآثاره ومنهجه)
- إبراهيم سليمان الجراح: حياته وشعره، 2003.[7]
- الشيخ جابر العلي السالم الصباح: نظرة في تاريخ رجل، 2000.[8]
- الرجل الوفي، مركز البحوث والدراسات الكويتية، 2007.[9]
- الموعد في برقان، مركز البحوث والدراسات الكويتية، 2007.[10]
- صياد المها، مركز البحوث والدراسات الكويتية، 2007.[11]
- سور الكويت، مركز البحوث والدراسات الكويتية، 2007.[12]
- هنا يباع اللؤلؤ، مركز البحوث والدراسات الكويتية، 2007.[13]
- سفن الكويت القديمة، مركز البحوث والدراسات الكويتية، 2007.[14]
- أساتذة في ميدان آخر، الكويت، 1982[15]
- العدان بين شاطئ الكويت وصحرائها، مركز البحوث والدراسات الكويتية، 2001.[16]
- كاظمة في الأدب والتاريخ، الكويت، 1995[17]
- أحمد البشر الرومي.. قراءة في أوراقه الخاصة، مركز البحوث والدراسات الكويتية، 1998.[18]
- الألفاظ الكويتية في كتاب لسان العرب، مركز البحوث والدراسات الكويتية، 2004.[19]
- همس الذكريات، الكويت، 1998.[20]
- قراءة أخرى... في دفتر قديم: من امالي العلامة أبي فهر محمود محمد شاكر على كتاب الكامل للمبرد، الوعي الإسلامي، 2013.[21]
- ملامح من تاريخ الكويت، الكويت، 1998[22]
- حكايات بحرية وشعبية: رواها يوسف غنيم سليمان الغنيم؛ حررها وقدم لها د. يعقوب يوسف الغنيم، 2015.[23]
- أناشيد وطنية: 1-الشراع الكويتي، 2- على جناح الود، 2007.[24]
- السيدان... قبس من ماضي الكويت[25]
- دولة الكويت من صباح الأول إلى صباح الخامس، مكتبة الأمل، 2016.[26]
- في ظلال المدرسة الأحمدية، مكتبة الأمل، 2016.[27]
- في غمضة عين: متابعة لما حدث... 2015[28]
- الشاعر فهد راشد بورسلي مع السامريات والفنون، مكتبة الأمل، 2016[29]
- السيفيات (مراجعة وتقديم)، مؤسسة جائزة عبد العزيز سعود البابطين للإبداع الشعري، 2015.[30]
- ديوان كوكبة السعودية من شعر زين العابدين الكويتي[31]
- الرجل النافع لوطنه، مركز البحوث والدراسات الكويتية، 2007.[32]
- من أين يأتي النسيان؟ : الكويت وعبد الكريم قاسم، مكتبة الأمل، 2001.[33]
- من تاريخ شارع كويتي: الشارع الجديد شارع عبد الله السالم[34]
- غناء القصائد العربية في التراث الشعبي الكويتي، مكتبة الأمل، 2012[35]
- يوم من الماضي، مركز البحوث والدراسات.[36]
- بلادي الكويت، مركز البحوث والدراسات الكويتية، 2008.[37]
- رحلة أميرية، مركز البحوث والدراسات.[38]
- الكويت 1950، مكتبة الأمل، 2004.[39]
- مواقع وشواهد كويتية على ساحل جون الكويت الجنوبي، مكتبة الأمل، 2004[40]
- الأغاني، الكويت، 2000.[41]
- في محيط اللهجة الكويتية، مكتبة الأمل، 2019.[42]
- دروس في اللهجة الكويتية: من خلال الشعر النبطي، مكتبة الأمل، 2001.[43]
- ديوان صقر الشبيب / جمعه وقدم له أحمد البشر الرومي؛ أعده وأضاف إليه وقدم له يعقوب يوسف الغنيم، مؤسسة جائزة عبد العزيز سعود البابطين للإبداع الشعري، 2008.[44]
- الشيخ أحمد الجابر الصباح ومسألة الحدود الكويتية.[45]
- كلمات طيبة، دار البشائر الإسلامية للطباعة والنشر والتوزيع، بيروت، 2015.[46]
- الكويت تواجه الأطماع، مركز البحوث والدراسات الكويتية، 1998.[47]
- الكويت عبر القرون[48]
- من الكويت إلى مكة المكرمة: «الرحلة الميمونة إلى بيت الله الحرام»، مركز البحوث والدراسات الكويتية، 2011.[49]
- دوله الكويت: الأماكن والمعالم، مركز البحوث والدراسات الكويتية، 2004.[50]
- الماء والصحراء، مركز البحوث والدراسات الكويتية، 2008.[51]
- أيام في البادية، مركز البحوث والدراسات، 2008.[52]
- ديوان الشاعر فهد عبد المحسن الفهد «الخشرم» (تحرير وتقديم)[53]
- الحماسة الكويتية، مؤسسة عبد العزيز سعود البابطين الثقافية، 2017.[54]
- حديث الأمس للناشئة (8 أجزاء) - حصل على جائزة مؤسسة الكويت للتقدم العلمي 2007
- روزنامة النوخذة أحمد سالم الخشتي، مركز البحوث والدراسات الكويتية.[55]
- روزنامة النوخذة مفلح صالح الفلاح، مركز البحوث والدراسات الكويتية، 2000.[56]
- روزنامة النوخذة عبد الله عبد العزيز البراك، مركز البحوث والدراسات الكويتية، 2009.[57]
- روزنامة النوخذة عبد المجيد الملا أحمد الفيلكاوي، مركز البحوث والدراسات الكويتية، 2001.[58]
- روزنامة النوخذه عيسى عبد الله العثمان، مركز البحوث والدراسات الكويتية.[59]
- روزنامة النوخذة خالد عبد العزيز العسعوسي، مركز البحوث والدراسات الكويتية، 2007.[60]
- روزنامة النوخذة عبد الوهاب عبد الرحمان العسعوسي، مركز البحوث والدراسات الكويتية، 1999.[61]
- روزنامة النوخذة أحمد فهد موسى الفهد، مركز البحوث والدراسات الكويتية، 2000.[62]
- روزنامة النوخذة سالم إسماعيل الإسماعيل، مركز البحوث والدراسات الكويتية، 2006.[63]
- روزنامة النوخذة سلمان عبد اللطيف العيسى، مركز البحوث والدراسات الكويتية، 2000.[64]
- روزنامة النوخذة ناصر يوسف الحجي، مركز البحوث والدراسات الكويتية.[65]
- روزنامة النوخذة عيسى يعقوب بشاره، مركز البحوث والدراسات الكويتية، 2003.[66]
- روزنامة النوخذه ناصر عبد الوهاب القطامي، مركز البحوث والدراسات الكويتية، 2002.[67]
- روزنامة النوخذة يعقوب خلف اليتامى، مركز البحوث والدراسات الكويتية، 2002.[68]
- روزنامة النوخذة علي حسن بن نخي، مركز البحوث والدراسات الكويتية، 2006.[69]
- روزنامة النوخذة سعود فهد السميط، مركز البحوث والدراسات الكويتية، 2000.[70]
- دليل الروزنامة البحرية، مركز البحوث والدراسات الكويتية، 2003.[71]
- مقالات أسبوعية في جريدة الوطن الكويتية بعنوان الأمكنة والأزمنة عن فترات من تاريخ الكويت[72][73]

له الكثير من القصائد لكنه لم يجمعها في ديوان شعري. أشهر ما كتبه من قصائد الأوبريتات الوطنية وخاصة أوبريت حكاية وطن (2001) وأوبريت الشراع الكويتي (2007)

## إخوانه
- أ.د. مرزوق يوسف الغنيم
- أ.د. عبد الله يوسف الغنيم